# سيو نيم تاو

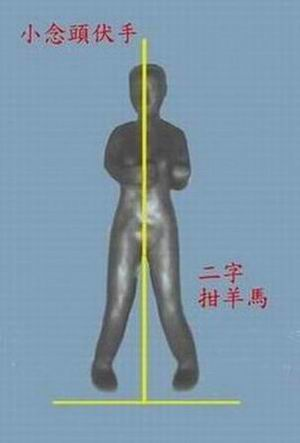
صورة لوقفة Yee Gee Kim Yeung Ma في الوينج تشون

سيو نيم  تاو (小念頭) هي أول مجموعة حركات في أسلوب الوينغ تشون، وتُعتبر من الأساسيات الأولية لهذا الفن القتالي. يتكون هذا النمط من ثلاثة أجزاء رئيسية، ويُترجم اسمه إلى "الفكر الصغير"، مما يرمز إلى تصحيح الفكر في بداية الممارسة، حيث يُقال: "الفكر المستقيم يدوم مدى الحياة".
تبدأ السلسلة بوضعية الوقوف المعروفة باسم "إرزي كيانيانغ ما" (بالصينية: 二字拑羊馬)، ويظل الجسم ثابتًا تمامًا طوال أدائها، باستثناء حركة اليدين. يُشترط أن يكون الرأس مستقيمًا، والجسم متزنًا، والوقفة صحيحة، مع استرخاء باقي عضلات الجسم والتنفس الطبيعي.
تحتوي سيو نيم تاو على 108 حركة، مما أكسبها اسمًا آخر وهو "108 نقطة يدوية" (بالصينية: 一百零八點手). وتهدف هذه الحركات إلى تعزيز الاستقرار في الوقفة، وتطوير مرونة عضلات الساقين واليدين، بالإضافة إلى إتقان مواقع اليدين القياسية. تعتبر هذه السلسلة الأساس الذي تُبنى عليه تقنيات الوينغ تشون المتقدمة، حيث تُرسّخ مفاهيم التحكم في القوة، والدقة في الحركة، والتوازن في الأداء.

## القوه الكامنة للعقل
في هذا الفور يتم تعلم طريقة استخدام قوه العقل الكامنة، يُمكن خلق طاقة عندما تركز على عقلك وهذا يشبه في العلوم الصينية التشي جونج وتمارين التنفس. ولكن يجب السيطرة على طاقة العقل سيشعر المتدرب بالطاقة بعد إتقان الفورم في كل جزء من الجسد وكل الحركات التي يتم تأديتها ستكون بأسترخاء تام ولكنها مليئة بالطاقة، حيث ستكون كل الحركات تؤدى بطريقة تلقائيه بدون تفكير وفي هذه المرحلة ستحصل على أفضل النتائج في الهجوم والدفاع.